# Ailertchen
Ailertchen es un municipio situado en el distrito de Westerwald, en el estado federado de Renania-Palatinado (Alemania). Tiene una población estimada, a fines de 2020, de 627 habitantes.
Está ubicado al noreste del estado, cerca de la orilla derecha del río Rin, de la orilla norte del río Lahn, y de la frontera con el estado de Hesse.